# Пауль Грохман
Пауль Грохман (нім. Paul Grohmann; 12 червня 1838 — 29 липня 1908) — австрійський альпініст і письменник.

## Біографія
Грохман був піонером у вивченні технічно складних гір і, як вважають, зробив більше перших підйомів на східних Альпах, ніж будь-хто інший. Серед них — чотири найвищих вершин у Доломітах. У 1862 році Грохман, Фрідріх Сімоні та Едмунд фон Мойсвар заснували Австрійський альпійський клуб. Це був другий альпіністський клуб у світі, після заснування британського альпійського клубу в 1857 році. У 1875 році він опублікував детальну карту Доломітів (Karte der Dolomit-Alpen)), а в 1877 році — туристичну книгу Wanderungen in den Dolomiten, яка значно стимулювала гірський туризм в цьому районі.
На його честь, поки що непокорений пік Сассо ді Леванте в Долині Ланкофель був перейменований в Грохманнспітце в 1875 році. Західний пік Келлерспітцену в Карнійських Альпах, на який він вперше зійшов у 1868 році, також відомий як Грохманпаспіце. Вже в 1898 році, за 10 років до його смерті, у місті Ортізеї споруджено пам'ятник на честь його численних перших сходжень у Доломітах. З 1984 році одна з вулиць району Донауштадт в Відні отримала і'мя вулиця Грохманн.